# Strada statale 33 del Sempione
Die Strada statale 33 (SS 33) ist eine italienische Staatsstraße, die 1928 zwischen Mailand und der Grenze zur Schweiz unterhalb des Simplonpasses im Val Divedro festgelegt wurde. Sie geht zurück auf die 1923 festgelegten Strada nazionale 34 (Mailand – Gravellona) und 35. Wegen ihrer Führung zum Simplon erhielt sie den namentlichen Titel del Sempione. Ihre Länge beträgt 144 Kilometer. In der Schweiz geht sie in die Hauptstrasse 9 über. Vom Autobahnende der A26 bei Gravellona bis hinter Varzo wurde eine Schnellstraße gebaut, auf die die SS 33 gelegt wurde. Die alte Trasse durch die Orte ist heute Provinzialstraße. Von Mailand aus verlaufen die A8, A8/26 und A26 parallel zur SS 33. 1959 wurde ein Seitenast der SS 33 eingerichtet. Dieser erhielt die Nummer SS 33 racc und zweigte Baveno-Feriolo ab. Er verlief nach Norden zur SS 34, welcher sie nach zwei Kilometern erreichte.